# Pannisellus

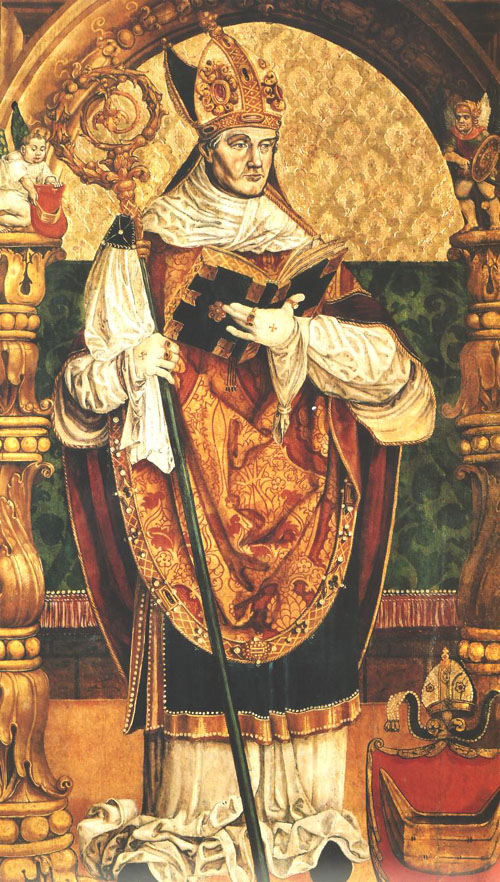
Bischof Piotr Tomicki von Stanisław Samostrzelnik (1485–1541), Franziskanerkirche Krakau

Der Pannisellus (lat. „Fähnchen“, Verkleinerungsform von lat. pannus, „Tuch“) ist ein an den Krummstäben der Äbte und Bischöfe seit dem späten 13. Jahrhundert in Höhe des Knaufes befestigtes Tüchlein. Die Annahme, dass es als Schweißtuch gedient habe, ist nach der Auffassung Joseph Brauns SJ auszuschließen. 
Im 16. Jahrhundert kam der Pannisellus bei Bischofsstäben langsam aus der Mode, wurde jedoch 1659 von Papst Alexander VII. für den Abtsstab zur Unterscheidung vom Stab des Bischofs verbindlich vorgeschrieben. Die Form ist zusammengesetzt aus einem (oft perlenbesetzten) etwa sechs cm breiten dreieckigen Kopfstück und einem daran angenähten, bis zu 60 cm langen, fein gefältelten Tuch, etwa aus Batist. In alten kirchlichen Inventaren häufig aufgelistet, haben sich jedoch nur wenige alte Panniselli erhalten. Heute sind sie, auch bei Äbten, nur noch selten in Gebrauch.

## Heraldik
Als Wappenfigur wird der Pannisellus nur in Verbindung mit dem Bischofsstab dargestellt. Alle heraldische Farben sind möglich, jedoch sind Silber und Gold überwiegend. Gelegentlich ist ein Kreuz auf dem Tuch abgebildet.

Alsheim
Landkreis Biberach
Bodolz
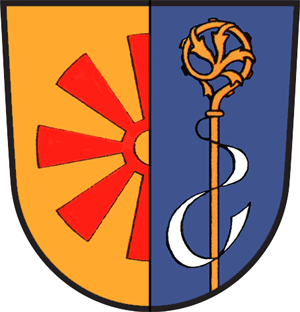
Buggensegel
Ittersbach
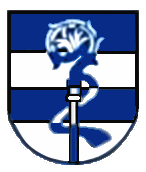
Neufrach
Salem
San Vittore (Flaggenband)